# Notholca guidoi
Notholca guidoi is een raderdiertjessoort uit de familie Brachionidae. De wetenschappelijke naam van deze soort is voor het eerst geldig gepubliceerd in 1992 door Battistoni.